# Масерија Форањано (Напуљ)
Масерија Форањано је насеље у Италији у округу Напуљ, региону Кампанија.
Према процени из 2011. у насељу је живело 318 становника. Насеље се налази на надморској висини од 217 м.